# Lepus comus
La lepre dello Yunnan (Lepus comus Allen, 1927) è un mammifero lagomorfo della famiglia dei Leporidi.

## Distribuzione
Con tre sottospecie (Lepus comus comus, Lepus comus peni e Lepus comus pygmaeus) la specie è endemica della Cina, in particolare la si trova unicamente sull'altopiano compreso fra le province di Yunnan e Guizhou: nel 2000, la sua presenza è stata attestata anche nel Myanmar settentrionale.

## Descrizione

### Dimensioni
Misura fino a 40 cm di lunghezza, per un peso raramente superiore ai 1800 g.

### Aspetto
Il pelo è di colore bruno-olivaceo su fianchi, petto e testa, con tendenza ad inscurirsi sulla zona dorsale e sul quarto posteriore, fino a divenire nerastro sulla groppa e sulla nuca: sul ventre si ha invece tendenza allo schiarimento, con la comparsa talvolta di sfumature rossicce sulle zampe. Attorno agli occhi è presente un anello biancastro, che continua sotto forma di banda fino sui lati del muso.
Il corpo è massiccio e la testa grossa, con le orecchie leggermente più lunghe del cranio e di colore nerastro, con la parte interna glabra e di colore carnicino-rossiccio.

## Biologia
Poco si sa di questa specie, in quanto mancano a tutt'oggi studi esaurienti sulle sue abitudini: si ritiene tuttavia che il suo comportamento non differisca di molto da quello delle altre specie del genere Lepus, animali schivi e notturni specializzati nella corsa per sfuggire agli innumerevoli predatori che li insidiano.

### Alimentazione
Si tratta di animali essenzialmente erbivori, che mangiano prevalentemente germogli, erbe e foglie, ma occasionalmente anche frutta e cortecce.

Come gli altri Lagomorfi, questa specie è solita praticare la coprofagia al fine di ridigerire il proprio nutrimento e ricavarne la maggiore quantità possibile di nutrienti.